# Großer Schied
Der Große Schied ist eine am 28. Juni 1258 in Köln abgeschlossene Einigung zwischen dem Kölner Erzbischof Konrad von Hochstaden und der Kölner Bürgerschaft, der jahrelange Streitigkeiten vorausgegangen waren. Der Erzbischof beanspruchte die Landesherrschaft, die Bürgerschaft ihre althergebrachten Selbstverwaltungsrechte.
Die Einigung, die auf einem von Albertus Magnus initiierten Schiedsgericht fußte, umfasste u. a. Fragen des Münzrechts, Gerichtshoheit und die Abgrenzung weltlicher und geistlicher Gerichte. Mit dem Großen Schied wurde die oberste Gerichtsgewalt und die oberste Macht dem Erzbischof zugesprochen. Gleichzeitig bestätigte der Spruch aber auch das Selbstverwaltungsrecht der Kommune. Die Folge war, dass Konrad von Hochstaden die angestrebte Landeshoheit über Köln nicht durchsetzen konnte und sich mit der Oberaufsicht begnügen musste.
Bereits 1252 hatte ein Schiedsgericht den Streit über Zoll- und Münzfragen zu schlichten versucht, der sogenannte Kleine Schied. Der Große Schied hielt nur ein Jahr, danach ging der Erzbischof erneut mit Gewalt gegen die Bürgerschaft vor.
Die zugehörige Urkunde wird in mehreren Ausfertigungen im Historischen Archiv der Stadt Köln aufbewahrt.